# Vladimir Aleksandrovič Menšikov
Vladimir Aleksandrovič Menšikov, in russo Владимир Александрович Меншиков? (1816 – Baden-Baden, 27 settembre 1893), è stato un generale e principe russo.

## Biografia

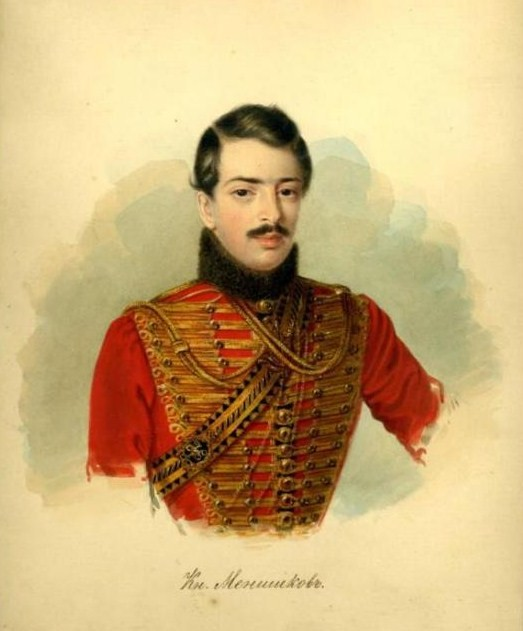
Il principe Menšikov nelle vesti di giovane ufficiale di cavalleria

Figlio di Aleksandr Sergeevič Menšikov, Vladimir era pronipote del generale Aleksandr Danilovič Menšikov. Con l'aiuto dell'influente figura di suo padre, il 30 agosto 1832 venne ammesso quale paggio da camera dello zar e poté iniziare i propri studi d'artiglieria nell'accademia di Mikhailovsky.
Il 16 ottobre 1833 venne trasferito alla 1ª compagnia di artiglieria a cavallo. Nel luglio 1834 fu trasferito alla 2ª batteria di cavalleria. Nel 1835 venne inviato nel Caucaso, dove prese parte alle ostilità scoppiate in loco, venendo insignito nel 1836 della III classe dell'Ordine di Sant'Anna per essersi distinto negli scontri. Nel gennaio del 1836, di ritorno dal Caucaso, venne assegnato ad un reggimento di ussari della guardia imperiale.
Il 28 luglio 1836 venne promosso sottotenente d'artiglieria e pochi giorni dopo, il 3 agosto, venne promosso al rango di cornetta.
Il 28 marzo 1839 venne promosso tenente. Il 3 maggio dello stesso anno venne nominato aiutante di campo ed il 6 dicembre 1840 venne promosso capitano di stato maggiore. Il 6 dicembre 1843 venne promosso capitano e, un anno dopo, nel 1844, venne promosso colonnello. Durante la campagna di repressione dei moti rivoluzionari in Ungheria, il principe Menshikov il 18 giugno 1849, per ordine imperiale, venne inviato da Varsavia con una serie di dispacci da recapitare al comandante in capo dell'esercito russo impegnato in loco. Dal 30 giugno venne trasferito nell'armata del principe Bebutov, col quale si trasferì a Weizen e prese parte allo scontro che si tenne presso quella città. Per essersi distinto in questa battaglia, gli venne assegnata una spada d'oro al coraggio.

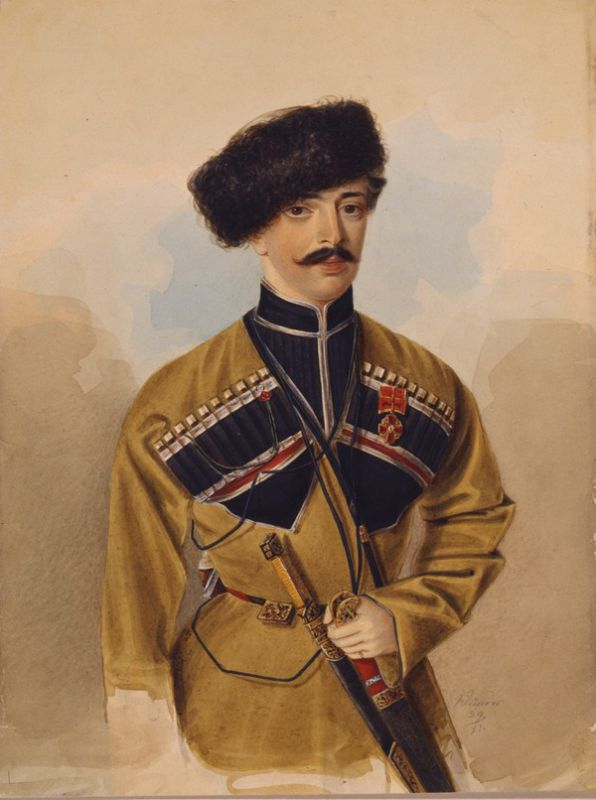
Il generale Menshikov

Per il valore dimostrato nella battaglia di Debrecen ricevette la III classe dell'Ordine di San Vladimiro. Il 7 agosto 1849 Menshikov venne promosso al grado di maggiore generale.
Il 6 dicembre 1853 venne nominato direttore del quartier generale dell'imperatore. Durante la guerra di Crimea, nel 1854, venne inviato in Crimea come ispettore dei battaglioni di riserva situati a Sebastopoli ed a Nikolaev. L'8 settembre successivo prese parte alle battagli sul fiume Alma e sulle alture di Inkerman, venendo ferito in quest'ultimo scontro da un frammento di bomba alla testa e al collo.
Lo zar lo nominò suo aiutante generale il 17 febbraio 1855. Nel giugno 1855, il principe formò le squadre delle milizie mobili di San Pietroburgo, Tambov e Oryol. Nell'aprile 1856 sciolse la milizia di Tula. Dal 6 febbraio 1856 al 19 gennaio 1857 fu membro della commissione per il miglioramento dei cannoni dell'artiglieria russa. Venne insignito della IV classe dell'Ordine di San Giorgio in occasione dei suoi 25 anni di servizio militare. Il 19 febbraio 1856, venne nominato membro del consiglio statale per l'allevamento dei cavalli, mantenendo tale carica sino al gennaio 1872. Il 30 agosto 1857 venne promosso tenente generale. Dal 26 agosto 1858 al 24 dicembre 1869 venne posto in aspettativa a tempo indeterminato.
Il 20 gennaio 1872 venne nominato membro del comitato nazionale per gli ospedali militari. Il 30 agosto dell'anno successivo venne promosso al rango di generale di cavalleria. Nel gennaio 1889 venne nominato membro del comitato sanitario militare.
Azionista della Banca Mercantile di Mosca, morì nel settembre del 1893 a Baden-Baden. Poco prima della sua morte, vendette la tenuta di famiglia "Cheryomushki " al commerciante di Mosca V. I. Yakunchikov. Fu sepolto accanto a sua moglie nel cimitero di Tikhvin dell'Alexander Nevsky Lavra.

## Matrimonio e figli

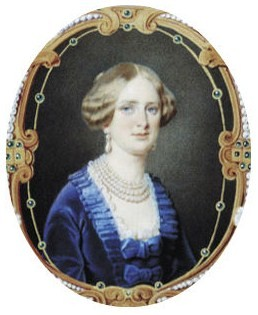
La principessa Leonilla Gagarina

Il 25 ottobre 1842, Mensikov sposò la principessa Leonilla (Leonida) Nikolaevna Gagarina (1822-25 febbraio 1887), damigella d'onore a corte, figlia del principe e ciambellano Nikolaj Sergeevič Gagarin, e cugina di secondo grado dello zar Alessandro II di Russia. Secondo le testimonianze dei contemporanei, la principessa Menshikova era una donna illuminata, quasi una scienziata, di carattere allegro per natura, travolgente con le sue risate. Alta, bionda, non particolarmente carina, si distingueva ad ogni modo per il suo spirito brillante e per la sua facile dialettica. La coppia ebbe insieme i seguenti figli:
- Nikolai Vladimirovic (1843 — 3 giugno 1843)
- Nikolai Vladimirovic (24 aprile 1844 - 5 maggio 1844)
- Maria Vladimirovna (31 marzo 1845 - 31 marzo 1845)
- Aleksandr Vladimirovic (08 aprile 1847-10 febbraio 1848)